# Miguel Ángel Ludueña
Miguel Ángel Ludueña (Villa María, provincia de Córdoba, 6 de febrero de 1958) es un exfutbolista argentino. Se desempeñaba como mediocampista.

## Trayectoria
Sus primeros pasos fueron en clubes de la Liga Villamariense de Fútbol: Central Argentino, Alumni y Alem. En 1981 pasó a integrar las filas de Belgrano de Córdoba, mientras que al año siguiente defendió la camiseta del Unión de Santa Fe. En 1983 se incorporó a Rosario Central; su debut se produjo el 10 de abril en la victoria centralista 7-1 frente a Atlético Santa Rosa, partido válido por la sexta jornada del Campeonato Nacional. Sumó otras 9 presencias en el certamen y 16 en el Campeonato Metropolitano para dejar el club al finalizar el año; compartió equipo con otro villamariense, José Reinaldi.
Retornó a Belgrano para jugar entre 1984 y 1985, y luego cruzó de vereda para fichar por Talleres, club en el que se desempeñó entre 1985 y 1987. En la temporada 1987-88 se alistó en Racing Club, siendo titular en el equipo campeón de la Supercopa Sudamericana 1988. Nuevamente pasó a un clásico rival del cuadro que integraba, esta vez a Independiente el Rey de Copas; un grupo de hinchas de Racing enojados por el hecho llegaron a balearle el paragolpes de su auto en plena calle. En el Rojo jugó durante tres años y fue ladero de Ricardo Bochini en la conquista del Campeonato de Primera División 1988-89. Tras un segundo ciclo en Talleres, cerró su carrera en Platense al finalizar la temporada 1992-93.

## Selección nacional
Fue convocado por Alfio Basile a la Selección Argentina en 1991 para un partido amistoso ante Brasil, que se disputó en el Estadio José Amalfitani y terminó igualado en tres tantos. Contaba con 33 años, un mes y 21 días de edad en ese momento, lo que lo convierte en el tercer futbolista más longevo en debutar con la selección albiceleste, detrás de Esteban Fuertes (36 años) y José Nazionale (33 años, un mes y 26 días).

## Clubes
| Club                            | País      | Año       |
| ------------------------------- | --------- | --------- |
| Central Argentino (Villa María) | Argentina | 1978      |
| Alumni (Villa María)            | Argentina | 1979      |
| Alem (Villa Nueva)              | Argentina | 1980      |
| Belgrano                        | Argentina | 1981      |
| Unión de Santa Fe               | Argentina | 1982      |
| Rosario Central                 | Argentina | 1983      |
| Belgrano                        | Argentina | 1984-1985 |
| Talleres de Córdoba             | Argentina | 1985-1987 |
| Racing Club                     | Argentina | 1987-1988 |
| Independiente                   | Argentina | 1988-1991 |
| Talleres de Córdoba             | Argentina | 1991-1992 |
| Platense                        | Argentina | 1992-1993 |

## Palmarés

### Títulos nacionales
| Título           | Equipo        | País      | Año     |
| ---------------- | ------------- | --------- | ------- |
| Primera División | Independiente | Argentina | 1988-89 |

### Títulos internacionales
| Título                          | Equipo              | País      | Año  |
| ------------------------------- | ------------------- | --------- | ---- |
| Torneo Preolímpico SudamerICANO | Selección Argentina | Colombia  | 1980 |
| Supercopa Sudamericana          | Racing Club         | Argentina | 1988 |